# Christopher Morley
Christopher Darlington Morley (Bryn Mawr, 5 de maio de 1890 — 28 de março, 1957) foi um jornalista, novelista, ensaísta e poeta estadunidense. Ele também produziu produções teatrais por alguns anos e deu palestras na faculdade.

## Carreira
Autor de mais de 100 romances, livros de ensaios e volumes de poesia, Morley é provavelmente mais conhecido hoje por seus dois primeiros romances, Parnassus on Wheels (1917) e The Haunted Bookshop (1919), que permanecem impressos. A Barnes & Noble publicou novas edições dessas obras em 2009 como parte de sua série "Library of Essential Reading". Em 2018, a Dover Publications publicou uma nova edição de volume único contendo os dois romances. Outras obras conhecidas incluem Thunder on the Left (1925) e o romance de 1939 Kitty Foyle, que foi transformado em um filme vencedor do Oscar.

## Principais obras
- Parnassus on Wheels (romance, 1917)
- Shandygaff (viagem e ensaios literários, contos 1918)
- The Haunted Bookshop (romance, 1919)
- The Rocking Horse (poesia, 1919)
- Pipefuls (coleção de ensaios humorísticos, 1920)
- Kathleen (romance, 1920)
- Plum Pudding, of divers Ingredients, Discreetly Blended & Seasoned (coleção de ensaios humorísticos, 1921, ilustrados por Walter Jack Duncan)
- Where the Blue Begins (romance satírico, 1922)
- The Powder of Sympathy (coleção de ensaios humorísticos, 1923, ilustrado por Walter Jack Duncan)
- Religio Journalistici (1924)
- Thunder on the Left (romance, 1925)
- The Romany Stain (Contos, 1926)
- I know a Secret (Novel para crianças, 1927)
- Essays by Christopher Morley (coleção de ensaios, 1928)
- Off the Deep End (coleção de ensaios, 1928, ilustrado por John Alan Maxwell)
- Seacoast of Bohemia ("história de quatro aventureiros apaixonados, Morley, Cleon Throckmorton, Conrad Milliken e Harry Wagstaff Gribble, que redescobriu o Old Rialto Theatre em Hoboken e o remodelou", 1929, ilustrado por John Alan Maxwell)
- Born in a Beer Garden, or She Troupes to Conquer (com Cleon Throckmorton e Ogden Nash, 1930)
- John Mistletoe (omance autobiográfico, 1931)
- Swiss Family Manhattan (romance, 1932)
- Ex Libris Carissimis (escrito não ficcional baseado em palestras que apresentou na Universidade da Pensilvânia, 1932)
- Shakespeare and Hawaii (escrito de não-ficção baseado em palestras que ele apresentou na University of Hawaii, 1933)
- Human Being (romance, Doubleday, Doran & Co., Garden City NY, 1934)
- Ex Libris (1936)
- The Trojan Horse (romance, 1937) Reescrito como uma peça e produzido em 1940
- Kitty Foyle (romance, 1939)
- Sherlock Holmes and Dr. Watson: A Textbook of Friendship (análise dos escritos de Arthur Conan Doyle, 1944)
- The Old Mandarin (livro de poesia, 1947)
- The Man Who Made Friends with Himself (seu último romance, 1949)
- On Vimy Ridge (poesia, 1947)